# Sông Hoàng Long

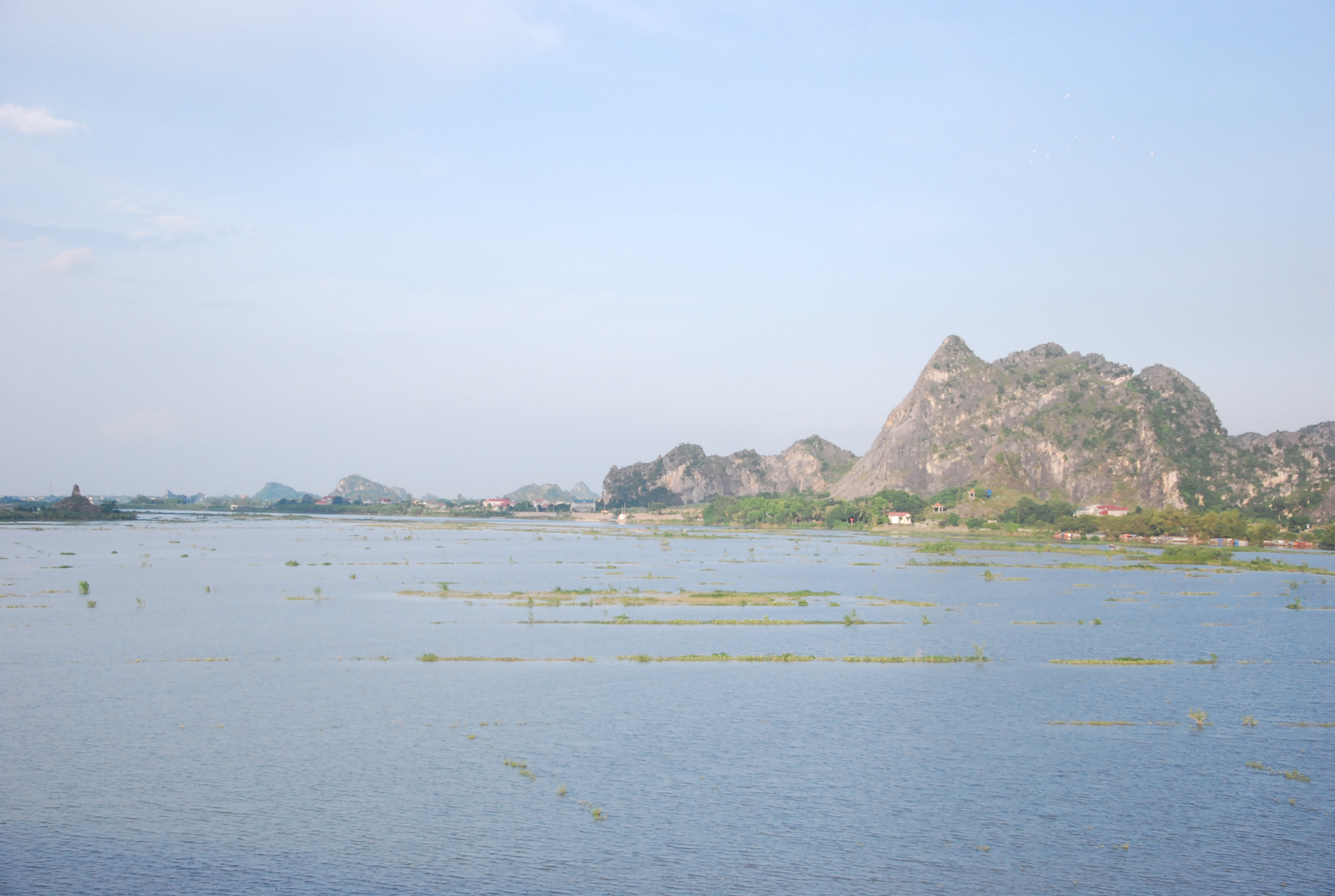
Sông Hoàng Long nhìn từ cầu Trường Yên

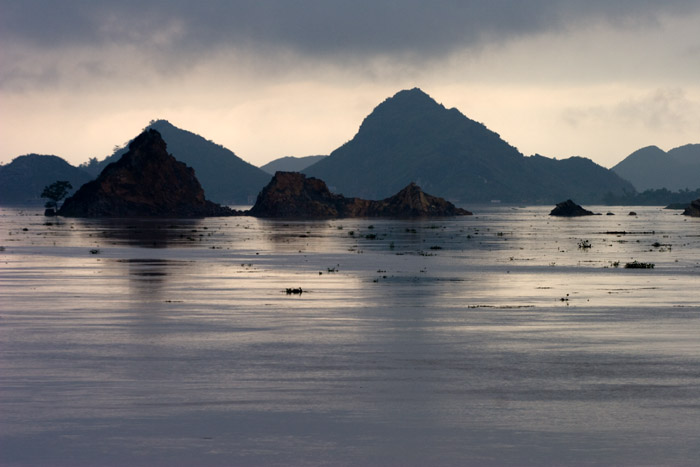
Sông Hoàng Long (Ninh Bình) vào mùa lũ 2008

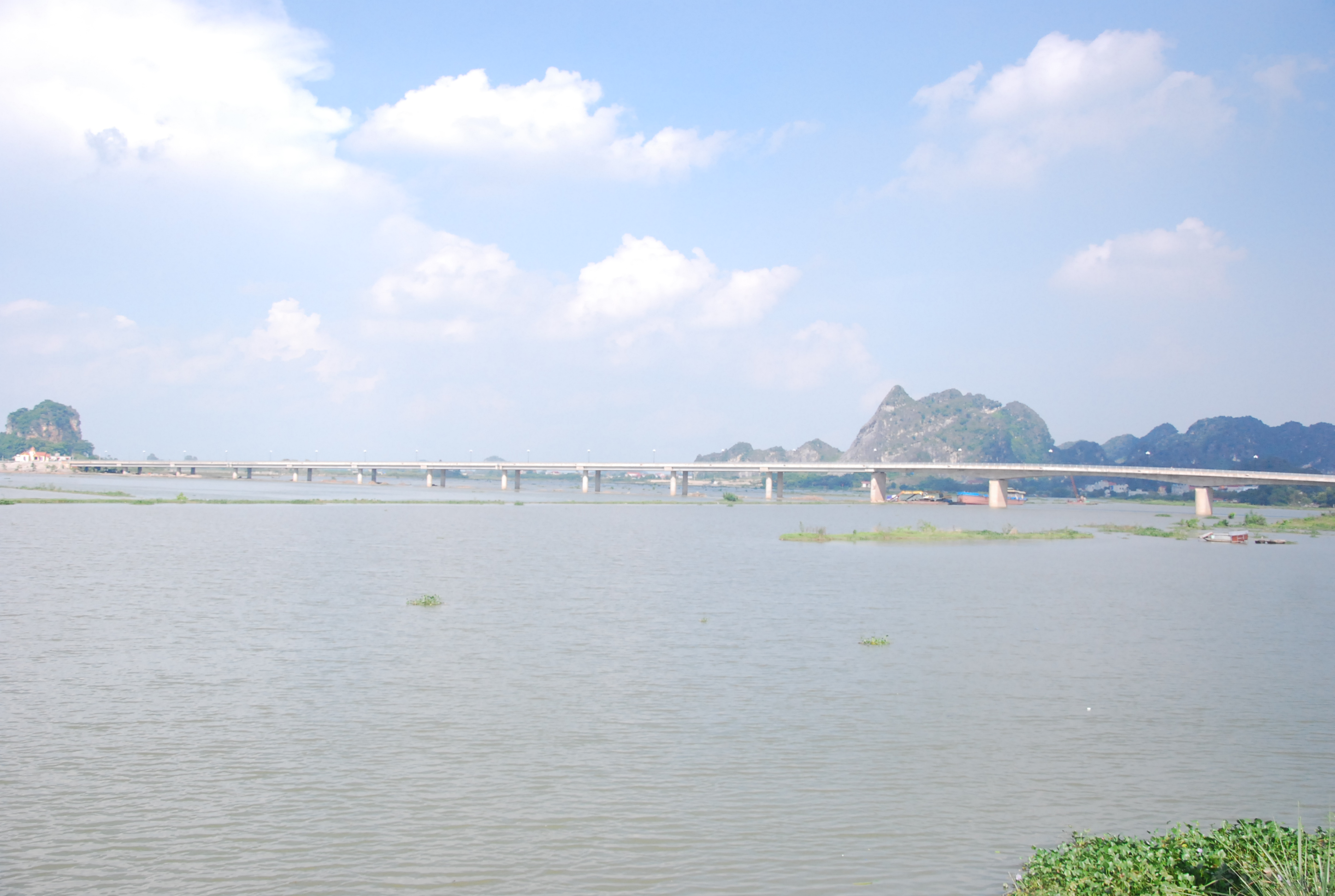
Cầu Trường Yên qua Sông Hoàng Long

Sông Hoàng Long là con sông lớn đồng thời là 1 trong 4 tuyến đường thủy quốc gia trên địa bàn tỉnh Ninh Bình. Sông Hoàng Long bắt đầu từ nơi hợp lưu giữa sông Bôi và sông Lạng tại Kênh Gà và đổ vào sông Đáy tại Gián Khẩu. Tuy sông Hoàng Long chỉ dài khoảng 25 km, nằm lọt trong vùng phân lũ thuộc ô trũng Nho Quan nhưng lưu vực sông Hoàng Long lại bao gồm phần phía tây Ninh Bình và phần cực Nam Phú Thọ.

## Lưu vực
Sông Hoàng Long là 1 phụ lưu của sông Đáy, nhập vào sông Đáy tại ngã ba Gián Khẩu. Dòng chảy sông Hoàng Long được tạo thành bởi hợp lưu của 2 nhánh chính là sông Lạng và sông Bôi tại Kênh Gà, xã Gia Thịnh. Trên đường đi sông Hoàng Long còn nhận thêm nước từ hệ thống sông Rịa - sông Chim đổ vào tại đập tràn Lạc Khoái. Ngoài ra còn có các nhánh sông Chanh, sông Sào Khê, sông Lựng, sông Đào tùy theo mùa mà đổ nước vào sông Hoàng Long hoặc rút nước về hệ thống sông Vạc. Đến địa phận xã Gia Trung, sông Hoàng Long có một nhánh nữa dài chừng 4 km ôm bọc lấy xã này gọi là sông Hoàng Long cụt vì 2 đầu nối vào nhánh chính Hoàng Long đều có cống có thể đóng mở ngăn dòng chảy lại.
Sông Hoàng Long chảy qua địa phận các xã, phường: Gia Viễn, Gia Phong, Đại Hoàng, Tây Hoa Lư, Gia Vân, Gia Trấn đều thuộc tỉnh Ninh Bình. Đoạn từ chỗ sông Bôi và sông Lạng hợp lưu tới chỗ sông Hoàng Long hợp lưu vào sông Đáy dài khoảng 25 km, chỗ rộng nhất 300 m. Trên sông Hoàng Long có tổng số 12 bến đò. Từ sông Hoàng Long có thể theo các nhánh dẫn vào các điểm du lịch như suối nước nóng Kênh Gà, động Vân Trình, Cố đô Hoa Lư, hang động Tràng An, chùa Bái Đính, hồ Yên Quang, hồ Đập Trời, hồ Thường Sung, hồ Đồng Chương.
Theo một số cách gọi, các đoạn hạ lưu của sông Bôi và sông Lạng vẫn thường được gọi là sông Hoàng Long, cụ thể như sau:
- Sông Lạng đoạn từ cầu Nho Quan đến Kênh Gà được gọi theo Quyết định số: 68/2005/QĐ - BGTVT ngày 09 tháng 12 năm 2005 của Bộ trưởng Bộ GTVT về Danh sách các tuyến đường sông quốc gia;
- Sông Lạng đoạn từ động Vân Trình đến Kênh Gà theo Bản đồ trên trang Chính phủ;
- Sông Bôi đoạn từ cầu Đế đến Kênh Gà;
- Sông Bôi thực chất là phần thượng nguồn của sông Hoàng Long với diện tích toàn lưu vực là 1.550 km².[1]

Nhìn chung, mạng lưới sông chính ở lưu vực sông Hoàng Long có dạng hình giẻ quạt nên khi có lũ thì nước ở các sông suối cùng đồng thời tập trung về vùng đồng bằng. Sông Hoàng Long chảy qua vùng đất thấp, điều kiện địa hình khu vực thuận lợi cho các tình thế gây mưa nên thường hay gây ra lũ lụt. Năm 1960, hệ thống đê sông Hoàng Long được xây dựng nhằm ngăn lũ vào thành phố Hoa Lư. Đồng thời, nhà nước Việt Nam đã quy định 2 huyện Nho Quan và Gia Viễn là vùng chậm lũ và phân lũ của sông Hoàng Long để giữ cho đê không bị vỡ. Từ đó cho đến năm 2007, đã có 17 lần xả lũ sông Hoàng Long vào 2 huyện trên, gây cho nhân dân trong vùng nhiều thiệt hại.

## Nguồn gốc tên gọi

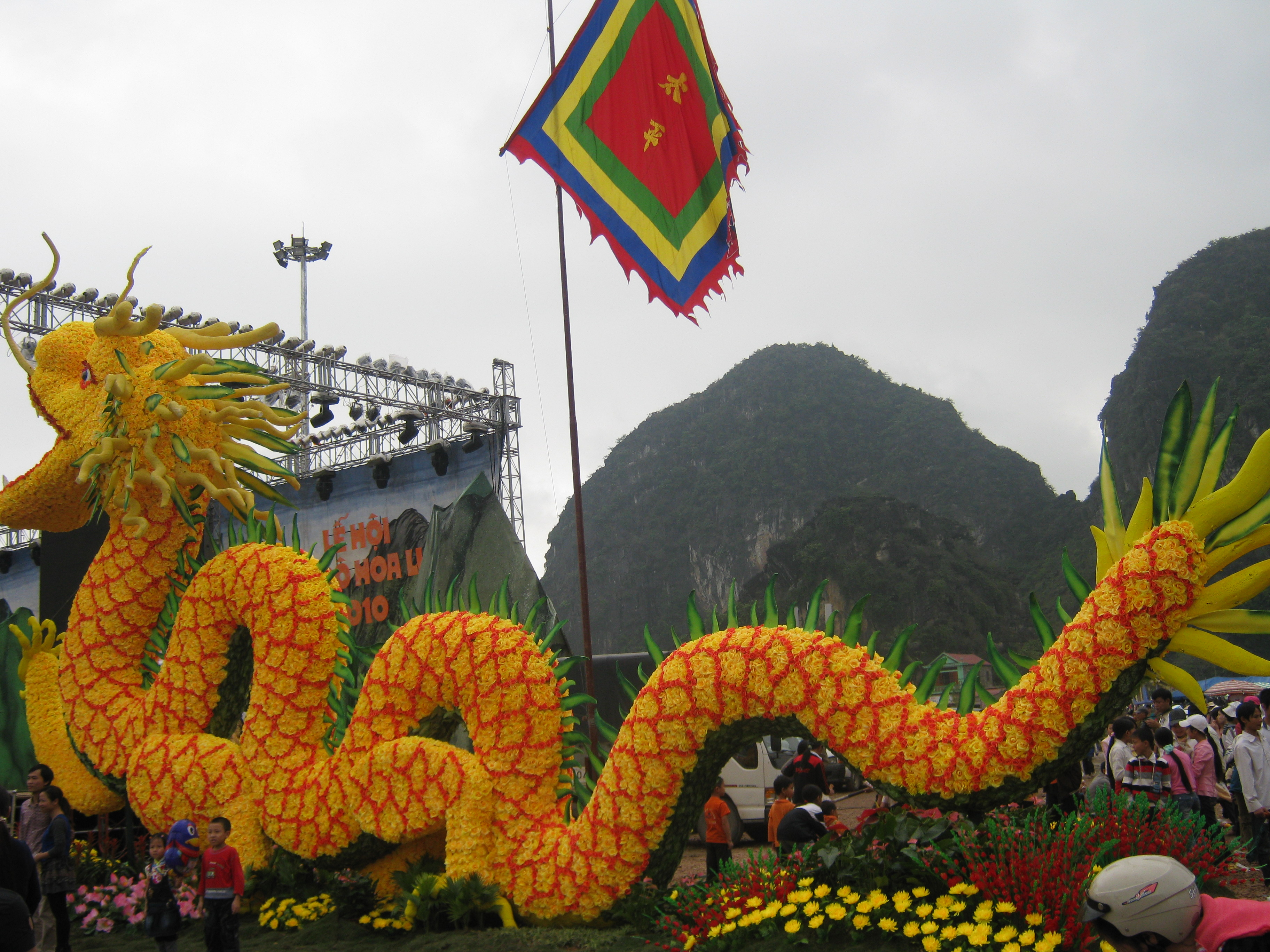
Rồng vàng bằng hoa ở lễ hội Hoa Lư

## Công trình xây dựng

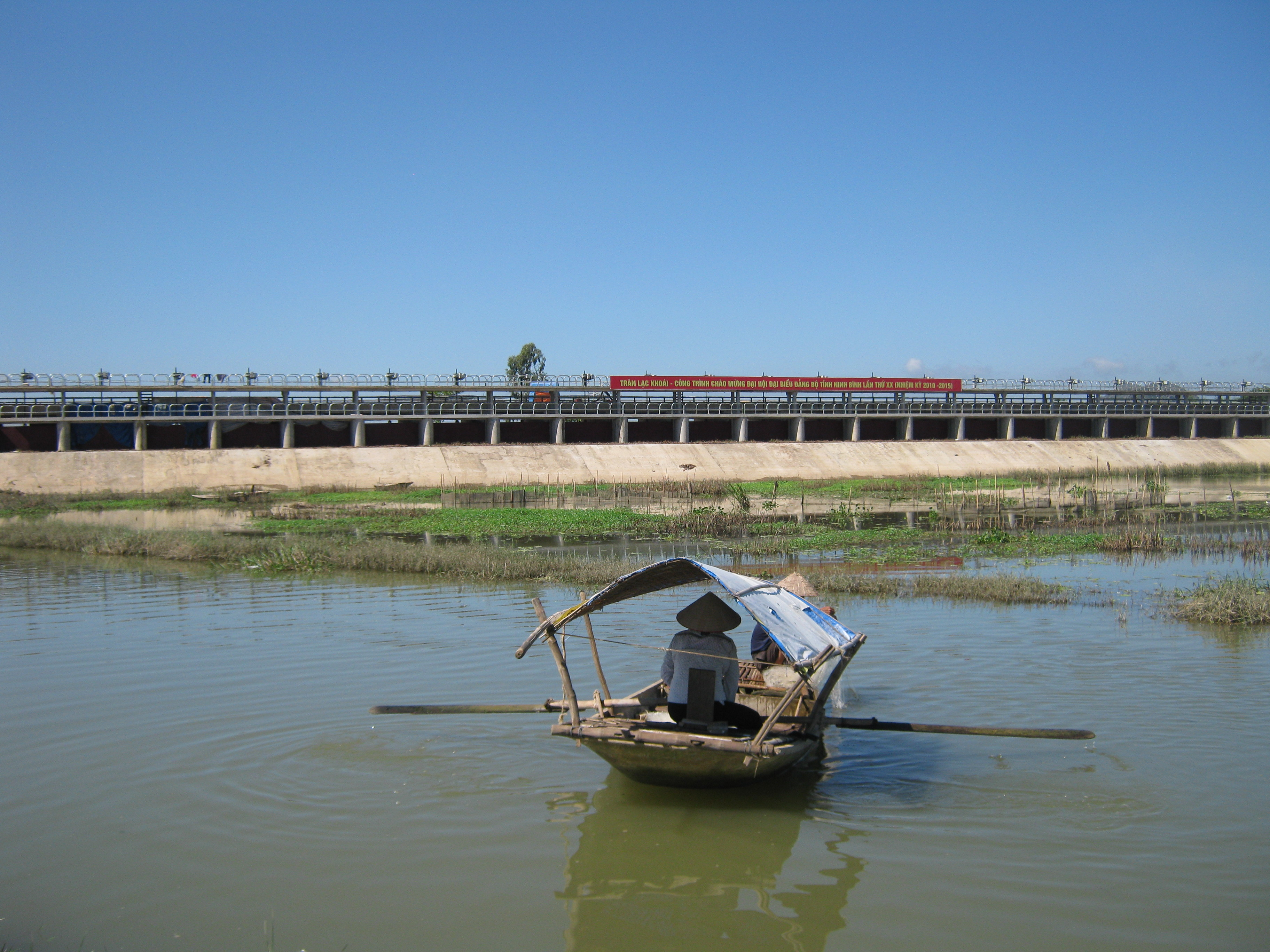
Đập tràn Lạc Khoái bên sông Hoàng Long

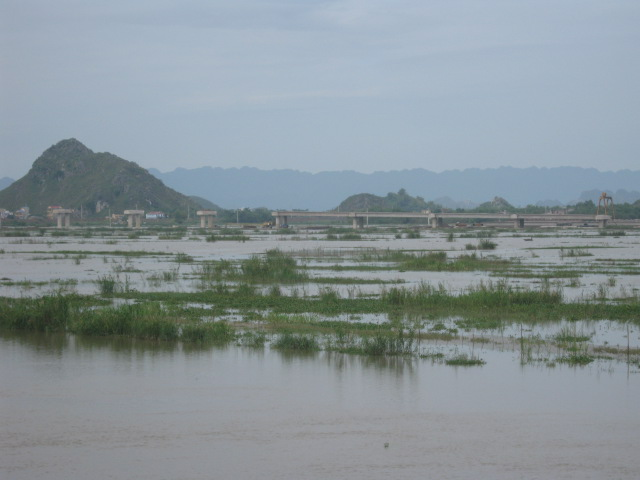
Dự án cầu Trường Yên

## Ảnh sông Hoàng Long mùa lũ 2008

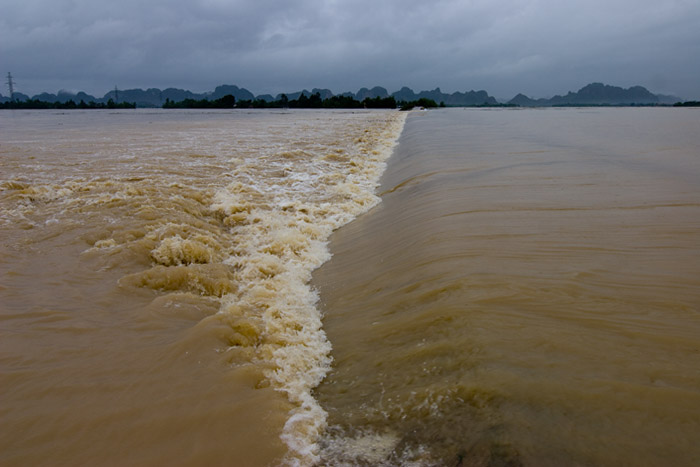
Lũ tràn qua đê
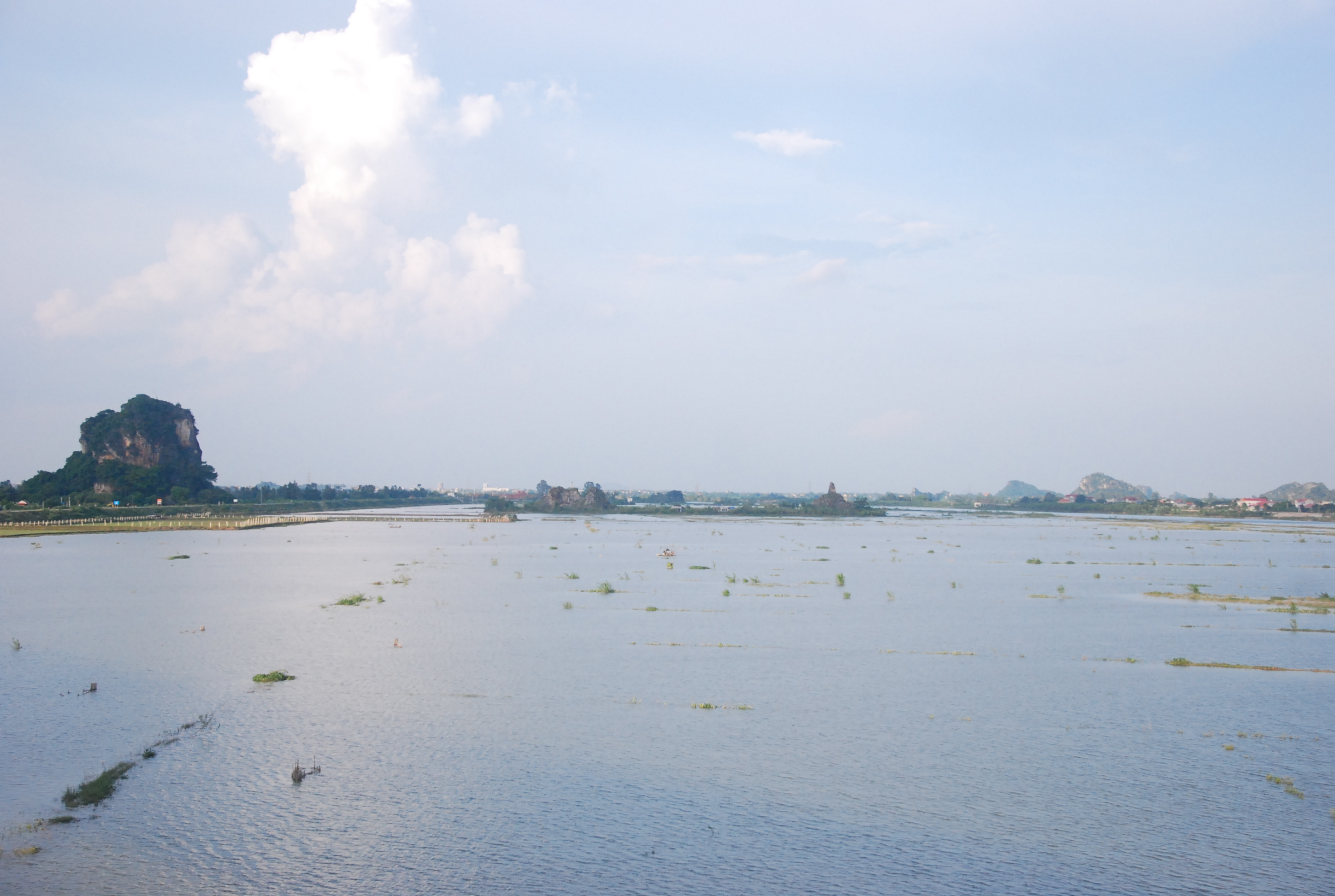
Mênh mông
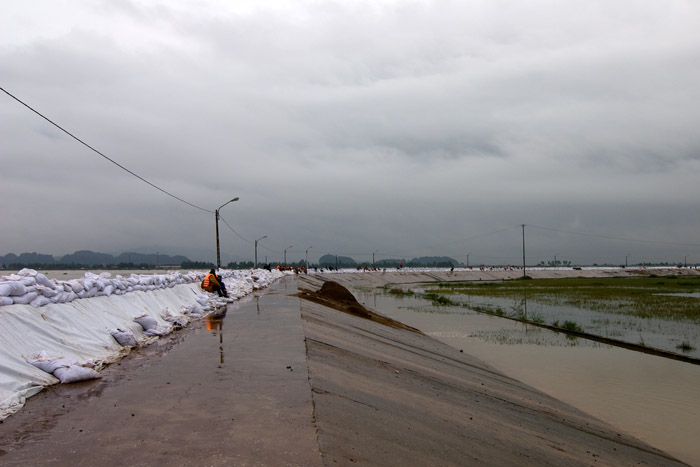
Chống vỡ đập
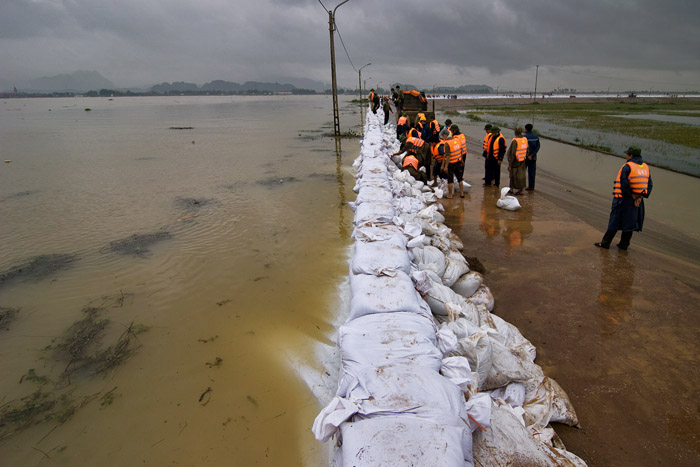
Đê Đức Long
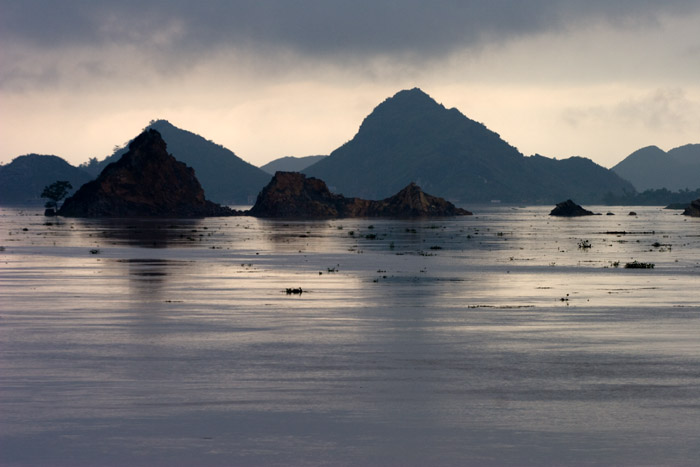
Mênh mông mùa lũ